# كنيسة شبراطو
كنيسة شبراطو إحدى قرى مركز بسيون التابع لمحافظة الغربية بجمهورية مصر العربية.

## التاريخ
قرية قديمة اسمها الأصلي الكنيسة ولكنها وردت بعدة أسماء مثل شبر انطو المذكورة في كتاب الانتصار ووردت محرفة بكنيسة شبر أنطو في كتاب الانتصار أيضا وشبرا أنطو في التحفة السنية بأسماء البلاد المصرية وشبرى تو في الخطط التوفيقية. أما اسمها الحالي فوردت به في تاريخ 1228هـ/1813م الذي عدّ قرى مصر بعد المسح الذي قام به محمد علي باشا.
أصلها من توابع مركز كفر الزيات ثم نقلت إلى مركز قلين، ثم ضمت في 6 أبريل 1955 إلى مركز بسيون.

## السكان
بلغ عدد سكان كنيسة شبراطو 3052 نسمة حسب تقدير عام 2018.
| السنة  | 1882 | 1897 | 1907 | 1927 | 1947 | 1960 | 1976 | 1986 | 1996 | 2006  | 2018 |
| ------ | ---- | ---- | ---- | ---- | ---- | ---- | ---- | ---- | ---- | ----- | ---- |
| القرية | 877  | 2514 | 2717 | 3149 | 2973 | 1141 | 1812 | 2168 | 2244 | 2,604 | 3052 |